# Hippotion echeclus
Espèce
Hippotion echeclus est une espèce de lépidoptères de la famille des Sphingidae, de la sous-famille des Macroglossinae, de la tribu des Macroglossini et du genre Hippotion. 

## Description
L' envergure varie de 64 à 84 mm.

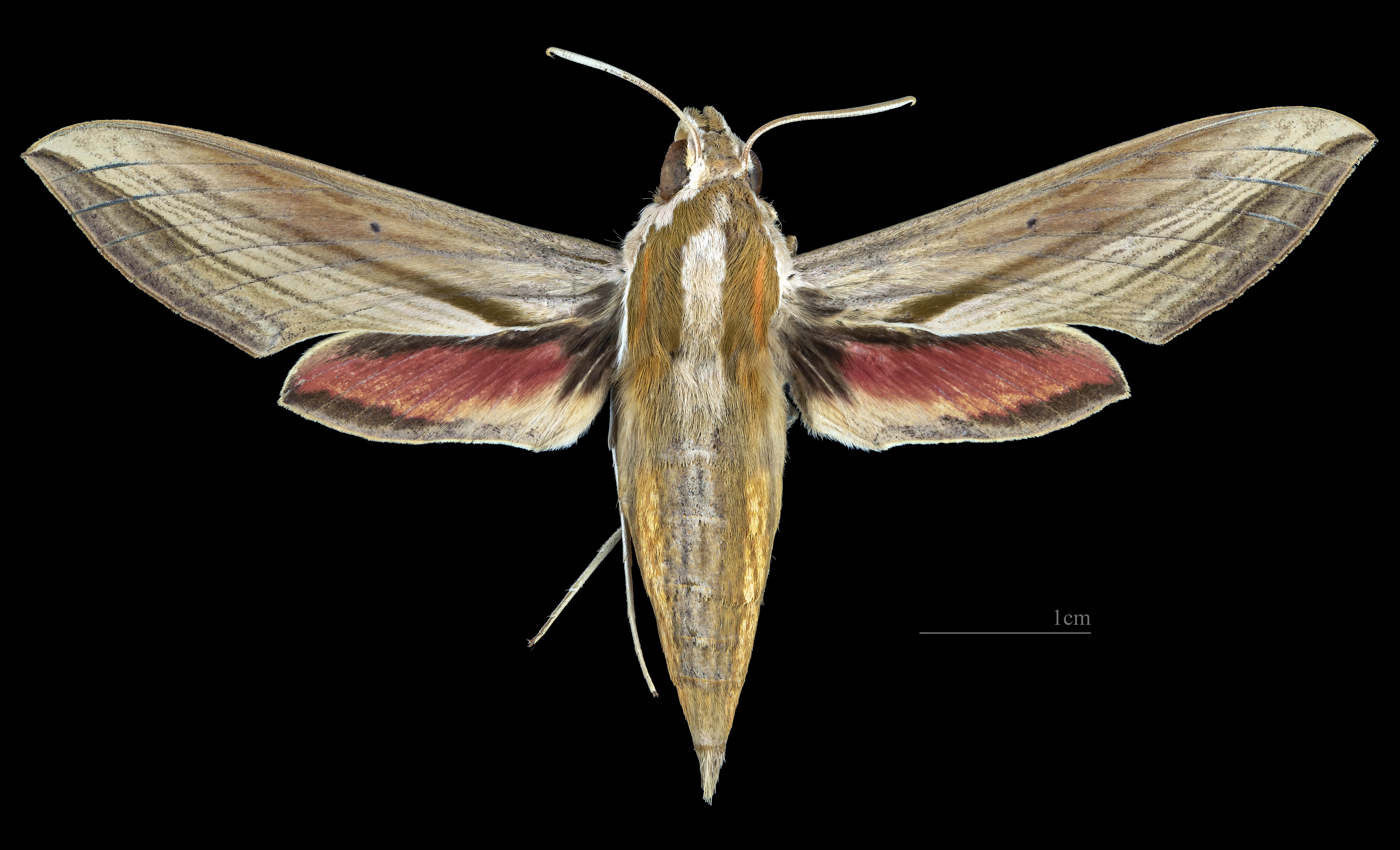
Avers de la femelle (coll.MHNT)
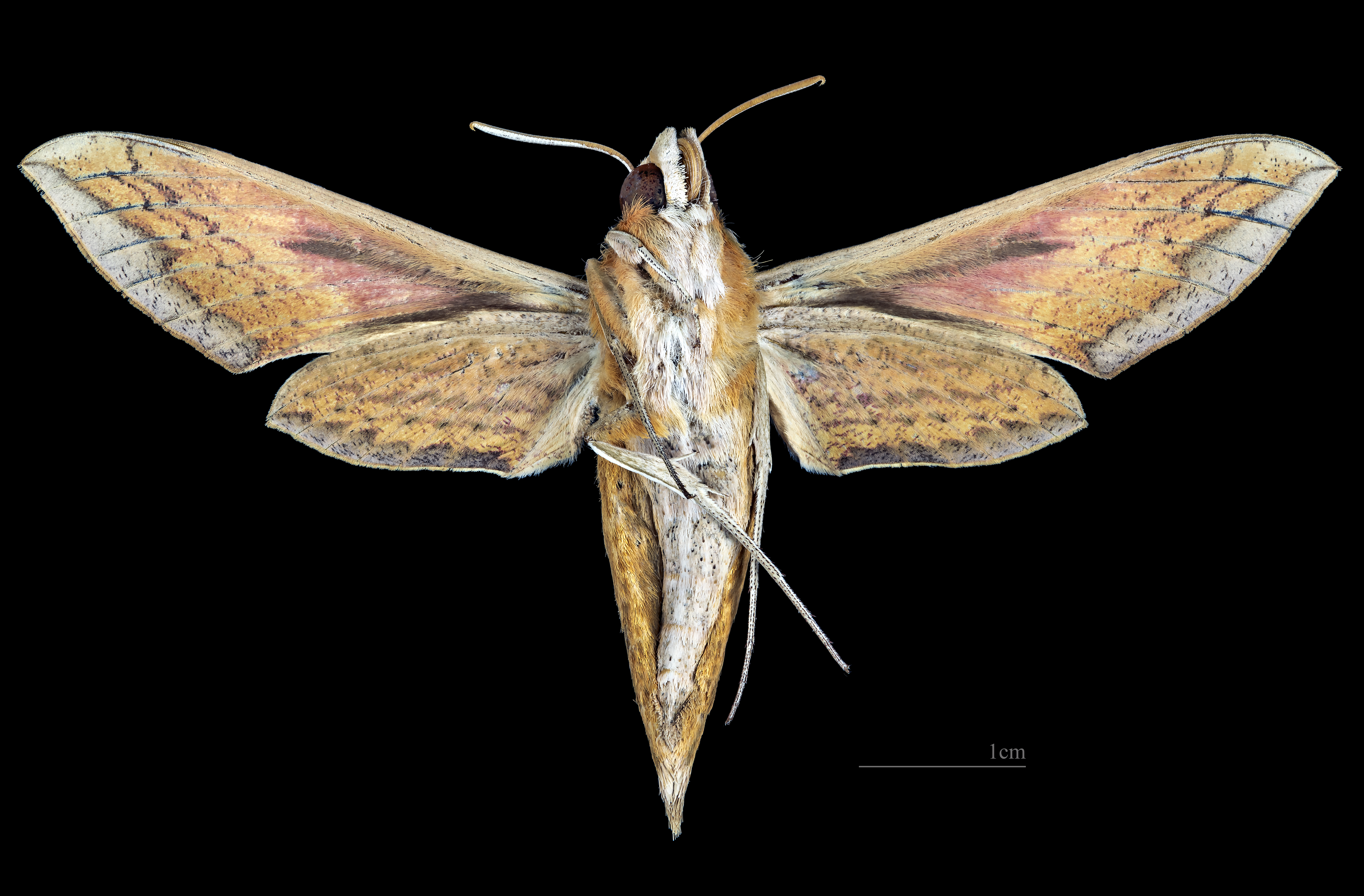
Revers de la feamelle (coll.MHNT)

## Répartition et habitat
L'espèce est connue dans le sud et l'est de l'Inde, en Birmanie, en Thaïlande, dans le sud-est de la Chine, au sud du Japon (archipel des Ryukyu), en Malaisie péninsulaire, Sarawak, Sabah, en Indonésie (Sumatra, Java, Kalimantan, Lombok, Sumba) et aux Philippines (Luzon, Bohol).

## Biologie et écologie
- Plantes-hôtes pour la chenille : Sesamum indicum et Monochoria hastaefolia en Inde et sur Eichhornia crassipes en Thaïlande[1].

## Systématique
L'espèce Hippotion echeclus a été décrite par le naturaliste français Jean-Baptiste Alphonse Dechauffour de Boisduval en 1832, sous le nom initial de Choerocampa echeclus.

### Synonymie
- Choerocampa echeclus Boisduval, 1875protonyme
- Chaerocampa elegans Butler, 1875